# Open Mathematics
Open Mathematics ist eine in englischer Sprache erscheinende mathematische Fachzeitschrift, die von de Gruyter in Warschau dem Open-Access-Modell herausgegeben wird. Sie erscheint ausschließlich in elektronischer Form seit 2015 und ist der Nachfolger des von 2003 bis 2014 in gedruckter und elektronischer Form erschienenen Central European Journal of Mathematics.
Sie veröffentlicht Forschungsarbeiten aus Algebra, Algebraischer Geometrie, Kategorientheorie, komplexer Analysis, Kontrolltheorie und Optimierung, Differentialgleichungen, Differentialgeometrie, Diskreter Mathematik, Dynamischen Systemen und Ergodentheorie, Funktionalanalysis, Geometrie, Mathematischer Logik und Grundlagen, Mathematischer Physik, Zahlentheorie, Numerischer Analysis, Operatortheorie, Wahrscheinlichkeitstheorie and Statistik, reeller Analysis, and Topologie.